# Прусак (Верушовський повіт)
Прусак (пол. Prusak) — село в Польщі, у гміні Сокольники Верушовського повіту Лодзинського воєводства.
Населення — 126 осіб (2011).
У 1975-1998 роках село належало до Каліського воєводства.

## Демографія
Демографічна структура станом на 31 березня 2011 року:
|          | Загалом | Допрацездатний вік | Працездатний вік | Постпрацездатний вік |
| -------- | ------- | ------------------ | ---------------- | -------------------- |
| Чоловіки | 62      | 13                 | 45               | 4                    |
| Жінки    | 64      | 11                 | 34               | 19                   |
| Разом    | 126     | 24                 | 79               | 23                   |